# Ulrich Heß (Historiker)
Ulrich Heß (* 23. Februar 1945 in Buchholz/Erzgebirge) ist ein deutscher Wirtschaftshistoriker.
Heß studierte ab 1965 an der Universität Leipzig Geschichte, wo er 1974 auch promoviert wurde. Er war an der Universität Leipzig bis 1993 als Dozent tätig, mit Tätigkeiten 1991/92 in Hannover.
Die sächsische Wirtschafts- und Sozialgeschichte im Industriezeitalter, insbesondere der Unternehmer und Unternehmen, bildet den Kern seiner Forschungen. So war er Mitglied der Arbeitsgruppe „Sachsen im 19. und 20. Jahrhundert“ an der Universität Leipzig. Auch beschäftigt er sich mit der Fotografie als Quelle der Industriearchitektur. Seit den 2000er Jahren ist die Industriekultur zum zentralen Thema geworden. 2009 wirkte er an der sächsischen Konferenz zur Industriekultur maßgeblich mit. Die Verknüpfung von konzeptioneller Arbeit und Umsetzung in „lebendige Industriekultur“ ist das Markenzeichen von Art & Economic History Management.

## Werke (Auswahl)
- Zur Entwicklung des Geschichtsbildes in der sozialistischen Literatur in den Jahren der Weimarer Republik, Diss. Leipzig 1974.
- Unternehmer in Sachsen. Aufstieg – Krise – Untergang – Neubeginn. Leipziger Universitätsverlag, Leipzig 1998 (= Leipziger Studien zur Erforschung von regionenbezogenen Identifikationsprozessen. Bd. 4).
- Unternehmer in Sachsen. Militzke, Leipzig 2006.
  - textgleich nachgedruckt für die Sächsische Landeszentrale für politische Bildung, Dresden 2006.
- als Herausgeber mit Werner Bramke: Wirtschaft und Gesellschaft in Sachsen im 20. Jahrhundert (= Leipziger Studien zur Erforschung von regionenbezogenen Identifikationsprozessen. Bd. 2). Leipziger Universitätsverlag, Leipzig 1998.
- Wirtschaft und Staat in der Industrialisierung Sachsens 1750–1930, Leipziger Universitätsverlag, Leipzig 2003.
- zusammen mit Holger Starke: Kammergeschichte(n). 150 Jahre IHK für Sachsen 1862–2012. Eine Publikation der Industrie- und Handelskammern Chemnitz, Dresden und zu Leipzig, Friebel, Dresden 2012.